# Leonid Mandelshtam
Leonid Isaákovich Mandelshtam (también escrito como Mandelstam y Mandel'shtam) (bielorruso: Леанід Ісаакавіч Мандэльштам; ruso: Леони́д Исаа́кович Мандельшта́м) (4 de mayo de 1879 – 27 de noviembre de 1944) fue un físico soviético de origen bielorruso judío. Codescubridor en 1918 del efecto Raman con Grigory Landsberg, también es recordado por su papel como fundador de una importante rama de la física teórica en la URSS. 

## Biografía
Mandelshtam nació en Maguilov, Imperio ruso (actualmente Bielorrusia). Estudió en la Universidad Novorossiya de Odesa, pero fue expulsado en 1899 debido a sus actividades políticas, y continuó sus estudios en la Universidad de Estrasburgo, donde permaneció hasta 1914, regresando a Rusia con el principio de la Primera Guerra Mundial. Recibió el Premio Stalin en 1942.
Murió en Moscú en 1944.

## Logros científicos
La mayor parte de su trabajo estuvo relacionada con la teoría sobre las oscilaciones, incluyendo los campos de la óptica y de la mecánica cuántica. Fue codescubridor de la dispersión combinatoria inelástica de la luz, efecto posteriormente utilizado en espectroscopia Raman (véase el epígrafe siguiente). Este descubrimiento (realizado junto con Grigory Landsberg), que alteró el paradigma sobre el comportamiento cuántico de la luz, se produjo en la Universidad Estatal de Moscú justo una semana antes de que en paralelo se realizara el descubrimiento de los mismos fenómenos por Chandrasekhara Raman y K. S. Krishnan. En la literatura científica rusa este efecto se denomina "dispersión combinatoria de la luz" (por la combinación de las frecuencias de los fotones y de las vibraciones moleculares), pero en inglés se utiliza la referencia a Raman.

### Descubrimiento de la dispersión combinatoria de la luz
En 1918, Mandelstam predijo teóricamente la estructura fina de la división espectral en la dispersión de Rayleigh, debida a la dispersión de la luz en las ondas acústicas térmicas. A partir de 1926, L. I. Mandelstam y G. S. Landsberg iniciaron estudios experimentales sobre la vibración de la dispersión de la luz en cristales en la Universidad Estatal de Moscú. Como resultado de esta investigación, Landsberg y Mandelstam descubrieron el efecto combinatorio sobre la dispersión de la luz el 21 de febrero de 1928. Este descubrimiento fundamental se presentó por primera vez en un coloquio el 27 de abril de 1928. Se publicó un breve informe acerca de este descubrimiento (resultados experimentales con su explicación teórica) en ruso y en alemán y, a continuación, se publicó un amplio artículo en la Zeitschrift fur Physik.
En el mismo año de 1928, dos científicos indios, C.V. Raman y K.S. Krishnan estaban buscando la "componente de Compton" de la luz dispersada en líquidos y vapores. Encontraron el mismo efecto de dispersión combinatoria de la luz. Raman declaró que "la línea espectral de la nueva radiación fue observada por primera vez el 28 de febrero de 1928". En consecuencia, el efecto de dispersión combinatoria de la luz fue descubierto por Mandelstam y Landsberg una semana antes que por Raman y Krishnan. Aun así, el fenómeno ha pasado a ser conocido como Efecto Raman.

## Escuela científica
Mandelshtam fundó una de las dos escuelas más importantes de la física teórica en la Unión Soviética (la otra se debió a Lev Landau). En particular, fue mentor de Ígor Tam, premio Nobel de física.

## Artículos en revistas
- L. I. Mandelshtam, I. E. Tamm "The uncertainty relation between energy and time in nonrelativistic quantum mechanics", Izv. Akad. Nauk SSSR (ser. fiz.) 9, 122-128 (1945). English translation: J. Phys. (USSR) 9, 249-254 (1945).

## Eponimia
- El cráter lunar Mandel'shtam lleva este nombre en su memoria.[6]